# Alexander August Wilhelm von Pape
Alexander August Wilhelm von Pape (2 tháng 2 năm 1813 – 7 tháng 5 năm 1895) là một sĩ quan quân đội Phổ, đã được thăng đến cấp Đại tướng quyền lãnh Thống chế. Ông đã từng tham chiến trong các cuộc chiến tranh với Áo và Pháp
Pape đã sinh ra ở Berlin. Sau khi học tại trường Trung học Grauen Kloster, ông khởi đầu sự nghiệp quân sự của mình vào năm 1830 với tư cách là một Junker (thiếu sinh quân có nguồn gốc quý tộc) của Lữ đoàn Bộ binh Cận vệ số 2 và về sau này ông đã được phong quân hàm thiếu tá. Vào năm 1859, ông được bổ nhiệm vào trường thiếu sinh quân ở Potsdam, và vào năm 1860 ông trở thành một chỉ huy cấp tiểu đoàn.
Trong cuộc Chiến tranh Áo-Phổ năm 1866, Pape là một Đại tá chỉ huy Lữ đoàn Bộ binh Cận vệ số 2, mà ông đã thống lĩnh kể từ năm 1863. Vào ngày 31 tháng 12 năm 1866, ông được thăng cấp Thượng tướng. Khi cuộc Chiến tranh Pháp-Đức (1870 – 1871) bùng nổ, ông đã được trao quyền chỉ huy Sư đoàn Bộ binh Cận vệ số 1, lực lượng đã đánh chiếm St.-Privat-la-Montagne vào ngày 18 tháng 8 năm 1870, sau đó tham gia chiến đấu trong trận Beaumont. Sư đoàn của ông cũng chiến đấu thắng lợi trong trận Sedan, dẫn tới cuộc vây hãm Paris và chiến thắng thuộc về người Đức trong cuộc chiến tranh này.
Vào ngày 22 tháng 3 năm 1872, ông được phong tặng các Lá sồi gắn vào Huân chương Thập tự Xanh của Phổ, để tuyên dương những cống hiến của ông cho quân đội Phổ, đặc biệt là đóng góp của ông vào các trận đánh tại St. Privat trong ngày 18 tháng 8 năm 1870, và tại Sedan ngày 1 tháng 9 năm 1870. Trước đó, ông đã được tặng thưởng Huân chương Quân công vào ngày 17 tháng 9 năm 1866.
Vào năm 1880, Pape được phong cấp Thượng tướng Bộ binh, chỉ huy Quân đoàn V, đến năm 1884, đổi sang chỉ huy Quân đoàn III, và cuối cùng vào năm 1884, ông được bổ nhiệm làm tư lệnh của Quân đoàn Vệ binh. Vào tháng 9 năm 1888, Pape rời khỏi chức vụ này và được phong cấp hàm Đại tướng quyền lãnh Thống chế (tiếng Đức: Generalfeldmarschall). Ông giữ chức vụ Thống đốc Berlin và được trao quyền kiểm soát các lực lượng quân sự trong tỉnh Brandenburg. Vào năm 1885, ông là một thành viên của hội đồng "Landesverteidigungskommission".
Pape nghỉ hưu vào tháng 1 năm 1895. Chẳng bấy lâu sau, tại quê nhà của ông ở Berlin, ông từ trần vào ngày 7 tháng 5. Đức hoàng Wilhelm II rất khâm phục Pape, và ca ngợi ông là "hình mẫu chuẩn mực của một lãnh đạo quân sự Phổ".
Theo một chỉ dụ của hoàng đế, một con đường ở Tempelhof đã được đặt tên là "General-Pape-Straße" (Đường Tướng Pape) để vinh danh ông. Một trạm đường sắt của hệ thống xe lửa Berlin S-Bahn được đặt tên là "Ga Papestraße" cho đến ngày 27 tháng 5 năm 2006, khi nói được đổi tên thành Ga Trung Berlin, để phù hợp với những cái tên như Ga Đông và Ga Tây.